# Brose
Brose Fahrzeugteile GmbH & Co. KG é um fornecedor automotivo . A empresa familiar tem sede em Coburgo, Alemanha .
Em 2018, o Grupo Brose desenvolveu e produziu componentes e sistemas mecatrônicos para portas, assentos e carrocerias de veículos em 62 locais em 23 países.  Os clientes da Brose incluem mais de 80 fabricantes de automóveis e outros fornecedores automotivos. Em 2017, mais de 26.000 pessoas estavam empregadas em todo o mundo pela empresa familiar. O Grupo Brose gerou vendas de € 6,3 bilhões no ano fiscal de 2018.  A empresa também é a principal patrocinadora e proprietária majoritária do clube de basquete Brose Bamberg.

## História

### 1908–1955
Max Brose abriu uma empresa de comércio de acessórios para automóveis em Berlim em 4 de março de 1908, enquanto também trabalhava como agente geral para a empresa de fabricação de carrocerias de seu pai em Wuppertal.
Após a Primeira Guerra Mundial, Max Brose e Ernst Jühling, que cresceram em Coburgo, fundaram a Metallwerk Max Brose & Co. em Coburg em 14 de junho de 1919.

### 2000–2015
Em abril de 2008, a Brose adicionou acionamentos elétricos para reguladores de janelas, tetos solares e retratores de cintos de segurança ao seu portfólio ao comprar o negócio de motores elétricos da Continental AG . Com a criação da divisão de negócios de drives, o número de funcionários aumentou de quase 10.000 para mais de 14.000. Desde então, a empresa foi dividida em três divisões de negócios: Assentos, Portas e Acionamentos.
Em 2011, a Brose era a quinta maior fornecedora familiar de automóveis do mundo em termos de faturamento, 10% do volume total de negócios anuais são investidos no desenvolvimento de novos produtos e processos, com foco no desenvolvimento de produtos que contribuam para a eficiência de combustível.
Em abril de 2013, a Brose recebeu o seu primeiro Prêmio Pace pelo sensor para abertura sem as mãos das portas elevatórias. Devido à crescente eletrificação e digitalização dos veículos, a Brose investiu num centro de testes em Wurtzburgo para medir a compatibilidade eletromagnética.

## Atuação no Brasil
A Brose iniciou sua autuação no Brasil em 1998. Em 2004, a Brose adquiriu a divisão de levantadores de vidro de uma empresa com fábrica em Contagem, em dezembro de 2008, o Grupo Brose adquire a Continental Corporation e o negócio de motores elétricos da ex-Siemens VDO. Com isso, passou a comandar nove novas plantas. No Brasil, significou a incorporação da fábrica de Salto, em São Paulo, em maio de 2008, e a produção de Blowers, Cooling e Motores para Sistemas de Porta. Em 2016 a Brose vendeu sua divisão de motores elétricos de ventilação para a Valeo.